# Hug I d'Arborea
Hug I d'Arborea, conegut també com a Hug II Ponç de Cervera, Hug II de Bas o Hug Poncet, (Oristany (Sardenya) 1178) net de Barisó I d'Arborea i de la segona dona d'aquest, Agalbursa.
Era fill d'Hug I de Cervera vescomte de Bas, i d'Ispella Serra, filla de Barisó I. Fou jutge d'Arborea el 1185 sota regència de Ramon de Torroja, marit de Gaia, la germana d'Agalbursa, designat en testament. El compromís d'Oristany (1192) el va reconèixer conjuntament amb Pere I d'Arborea, fill del primer matrimoni de Barisó I. El 1195 Guillem Salusi IV de Caller va envair el jutjat d'Arborea, va fer presoner a Pere I d'Arborea, va assetjar Oristany i va obligar a Hug a signar la pau cedint territoris i amb la condició que s'havia de casar amb Preciosa de Lacon, de la família de Pere i filla de Guillem Salusi de Càller; matrimoni que es va celebrar el 1206.
Hug va portar el títol de rei d'Arborea i fins i tot de vegades rei de Sardenya. La seva dedicació al jutjat li va costar la pèrdua del vescomtat de Bas que fou abandonat en mans de l'hereu testamentari Ponç III de Cervera (1185-1195) i del seu fill Pere II de Cervera (1195-1198) però el 1198 es va arribar a un acord que implicava el reconeixement d'Hug, i certes compensacions econòmiques a Pere II; Hug va retornar a Arborea i va deixar la regència del vescomtat a son cosí Hug III de Torroja, fill de Gaia i de Ramon, que va morir el 1221 i va deixar la regència a sa germana Eldiarda, casada amb Ramon de Palau.
Hug I (II de Bas) va morir el 1211 (o el 1221 segons altres fonts) i el va succeir el seu fill Pere II d'Arborea o de Bas-Lacon.